# Bombardamento della costa adriatica del 24 maggio 1915
Il bombardamento della costa adriatica del 24 maggio 1915 fu un'azione navale effettuata dalla marina imperiale austro-ungarica contro le città e le linee di trasporto della costa adriatica italiana, in risposta alla dichiarazione di guerra dell'Italia lo stesso giorno. Divise in otto gruppi principali, le navi da guerra austriache bombardarono obiettivi militari e civili lungo quasi tutta la costa italiana, effettuando un'azione lampo di attacco che colse impreparati gli italiani, che non riuscirono a opporre una efficace risposta.

## Le azioni di bombardamento

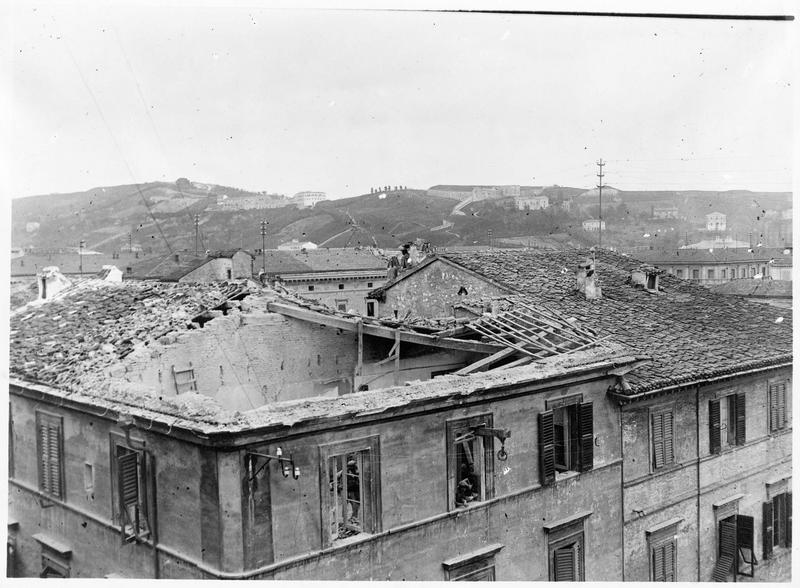
Effetti del bombardamento ad Ancona

Quando l'Italia dichiarò guerra all'Impero austro-ungarico la marina imperiale era pronta a reagire, attaccando diversi obiettivi in tutta la regione delle Marche. Lo stesso giorno, il cacciatorpediniere Dinara e la nave silurante Tb 53T bombardarono il porto di Ancona. Il cacciatorpediniere Lika, in ricognizione tra Pelagosa e il Gargano, colpì una stazione radio a Vieste. A difendere queste acque vi era unicamente il cacciatorpediniere Turbine, che ebbe uno scontro con la Lika, uscendone però sconfitto.
Successivamente, la maggior parte della flotta austriaca a Pola salpò per l'Adriatico. Di questo gruppo di navi facevano parte tre corazzate dreadnought (Viribus Unitis, Prinz Eugen e Tegetthoff) e otto corazzate pre-dreadnought. In seguito si aggiunsero altre unità. La flotta bombardò diverse città sulla costa adriatica della penisola, soprattutto Ancona e la sua provincia.
La città di Ancona subì il bombardamento più violento durato circa un'ora e un quarto eseguito da quasi tutta la squadra di Pola, con la presenza della nave ammiraglia Habsburg. Furono lanciati siluri verso le banchine del porto colpendo e affondando il piroscafo tedesco Lemnos. Furono lanciati sulla città inerme proiettili di grosso calibro provocando gravi danni a edifici pubblici e a diverse case private. Due velivoli solcavano il cielo segnalando gli obiettivi da colpire. Subirono danni rilevanti l'ospedale militare, il bagno penale, L'orfanotrofio, le officine dei cantieri navali, la Banca d'Italia e, in particolare, la cattedrale di San Ciriaco, di cui fu lesionata la cupola e completamente distrutta la cappella del Sacramento.
La Tegetthoff e il cacciatorpediniere Velebit colpirono l'aeroporto Città di Falconara, fuori Ancona. La pre-dreadnought SMS Radetzky e due navi siluranti bombardarono Potenza Picena prima di rientrare a Pola. Un'altra pre-dreadnought, la SMS Zrinyi, con altre due navi siluranti, bombardò Senigallia, distruggendo un treno e danneggiando la stazione ferroviaria e un ponte; in seguito rientrarono anch'essi a Pola.
L'incrociatore leggero Admiral Spaun bombardò la stazione di segnalazione sull'isola di Cretaccio, mentre la Sankt Georg, con due navi siluranti, colpì Rimini, danneggiando un treno. Il cacciatorpediniere Streiter attaccò una stazione di segnalazione vicino a Torre Mileto e l'incrociatore leggero SMS Novara, con il cacciatorpediniere Scharfschütze e due navi siluranti, colpì una base navale e le sue batterie costiere a Porto Corsini.
L'incrociatore leggero Helgoland, supportato da quattro cacciatorpediniere, dopo aver colpito il castello di Barletta, ebbe uno scontro con il cacciatorpediniere italiano Turbine, immolatosi nelle acque adriatiche a sud di Pelagosa. Il cacciatorpediniere Tatra colpì la ferrovia vicino a Manfredonia mentre il Csepel centrò la sua stazione ferroviaria. L'attacco si concluse con un bombardamento su Venezia e sull'aeroporto di Falconara Marittima, da parte di idrovolanti austriaci.

## Conseguenze
La Marina austroungarica inflisse gravi danni e 63, tra militari e civili italiani morirono, solo ad Ancona, dove gli austriaci colpirono il cantiere navale e la cappella del Santissimo Sacramento del Duomo di San Ciriaco, che venne seriamente danneggiata da otto cannonate austriache. Le vittime austriache furono minime.
La guerra sull'Adriatico continuò, culminando in un tentativo delle marine dell'Intesa di bloccare la flotta austriaca sul canale d'Otranto. Tale blocco venne attaccato ripetutamente dagli austriaci per tutta la durata della guerra.

## Galleria d'immagini

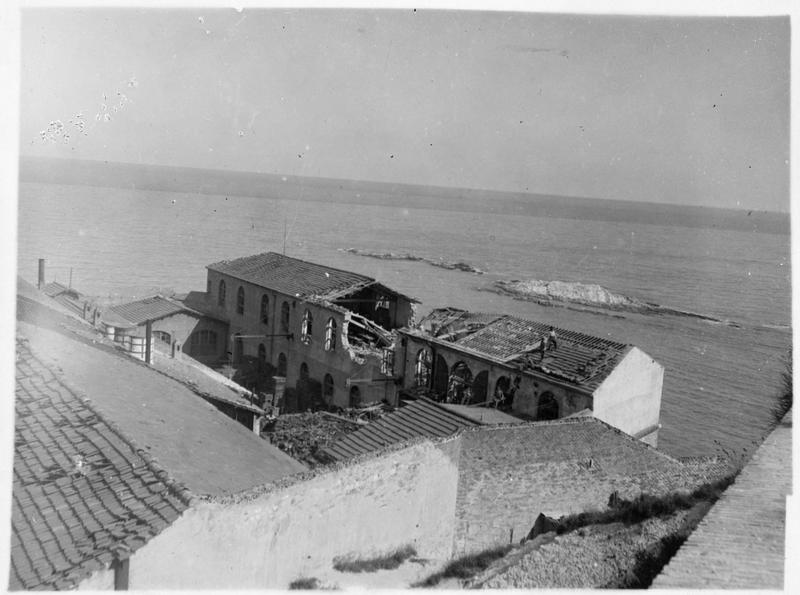
Effetti dei bombardamenti ad Ancona.
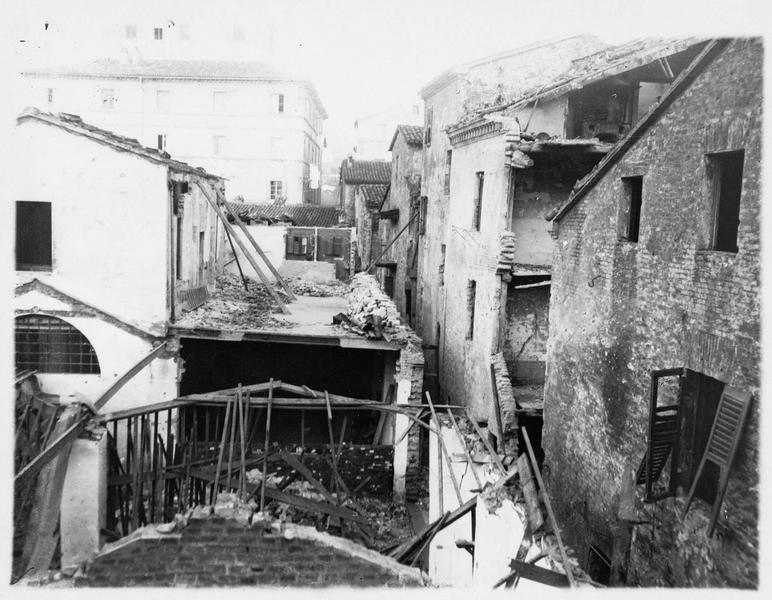
Case di Ancona colpite dai bombardamenti.
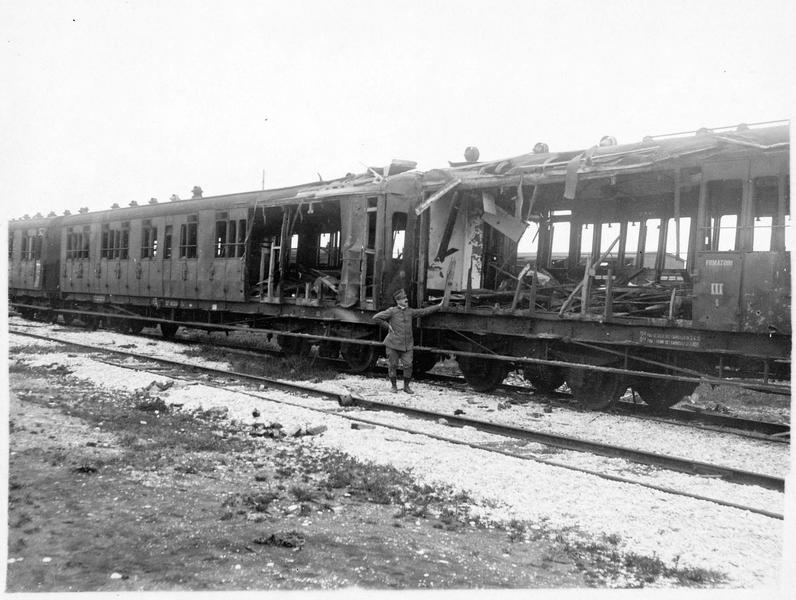
Convoglio ferroviario danneggiato dai bombardamenti.
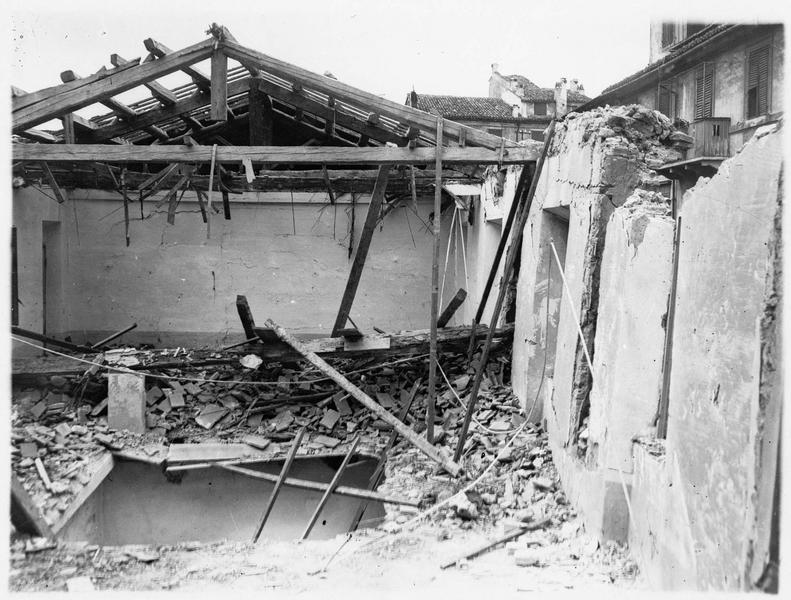
Ancona bombardata.
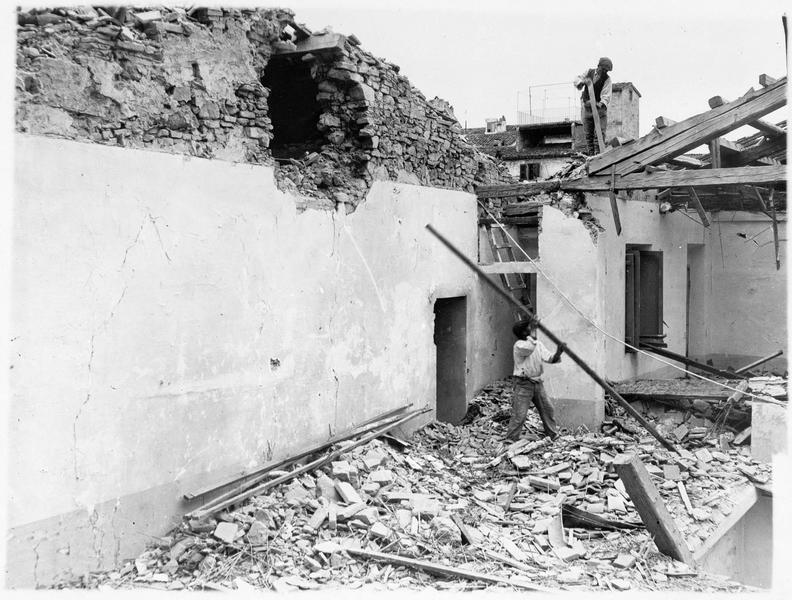
Ancona bombardata.
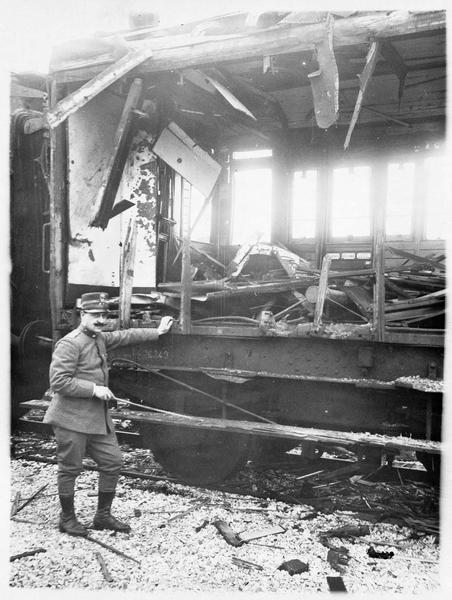
Treno colpito dal bombardamento.
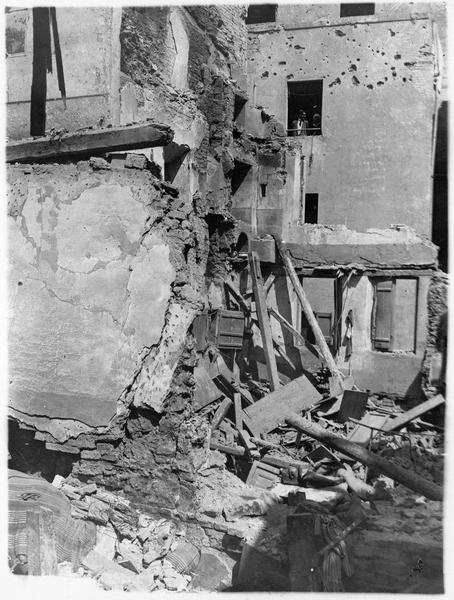
Ancona bombardata
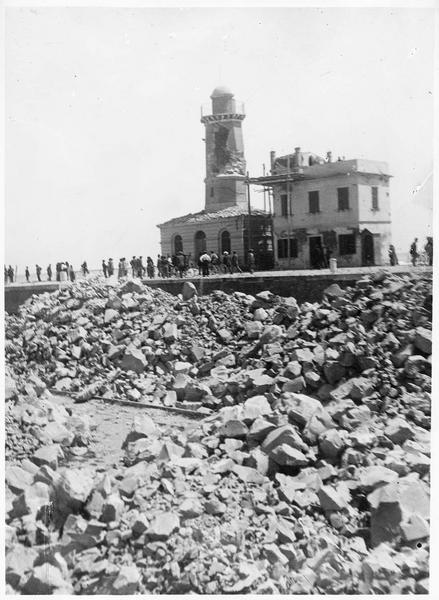
Faro di Senigallia bombardato dalla nave SMS Zrinyi della flotta austroungarica.